# Gerardo Werthein

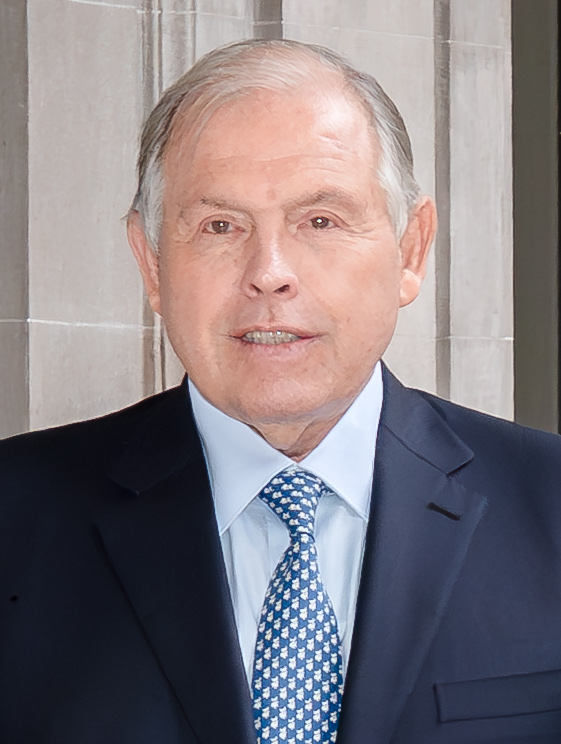
Gerardo Werthein, 2025

Gerardo Werthein (* 3. Dezember 1955 in Buenos Aires) ist ein argentinischer Tierarzt, Finanzmanager, Sportfunktionär und Politiker. Seit Oktober 2024 ist er im Kabinett Milei Außenminister Argentiniens. Zuvor war er Botschafter Argentiniens in den Vereinigten Staaten.

## Leben
Gerardo Werthein wurde am 3. Dezember 1955 als Mitglied der Unternehmerfamilie Werthein geboren. Der promovierte Veterinärmediziner ist auch als Geschäftsmann und Unternehmer für sein Familienunternehmen Grupo Werthein tätig. So war er zwischen 1984 und 1986 Vorstandsvorsitzender der Winzerei Finca Flichman. Von 1986 bis 1993 war er der Finanzdirektor der Banco Mercantil Argentino und von 1994 bis 2009 Vorstandsvorsitzender der Holding Caja de Ahorro y Seguro, der größten Versicherungsholding Argentiniens. Zudem ist er stellvertretender Vorsitzender der Telecom Argentina.
Unter Präsident Javier Milei stieg er in die Politik ein. Zunächst diente er ab Dezember 2023 als Botschafter seines Landes in den USA. Ende Oktober 2024 wurde er dann als Nachfolger der beim Präsidenten in Ungnade gefallenen Diana Mondino zum Außenminister ernannt.

## Karriere als Sportler und Sportfunktionär

### Reitsport
Gerardo Werthein war als Reitsportler aktiv. 18 Jahre lang nahm er an internationalen Springreitvorführungen teil. Werthein ist der Präsident der argentinischen Reiter-Vereinigung und des Organisationskomitees der amerikanischen Springreit-Meisterschaften von 1997. Als Chef D’Equipe reiste er mit der argentinischen Reitermannschaft zu den Olympischen Spielen von Sydney 2000. In gleicher Funktion nahm er an den Weltreiterspielen 2002 in Jerez de la Frontera, an den Panamerikanischen Spielen 2003 in Santo Domingo, an den Olympischen Spielen von Athen 2004, den Weltreiterspielen 2006 in Aachen und den Olympischen Spielen von Peking 2008 teil. 

### Tätigkeiten innerhalb des IOC
Ab 2009 war Gerardo Werthein der Präsident des Nationalen Olympischen Komitees Argentiniens. In dieser Funktion holte er die Olympischen Jugend-Sommerspiele 2018 nach Buenos Aires. 2011 wurde er zum Mitglied des Internationalen Olympischen Komitees (IOC) gewählt. Innerhalb des IOC war er an mehreren Kommissionen beteiligt. So war er 2012 bis 2014 Mitglied der Kommission Radio und TV, von 2014 bis 2015 der Kommission TV-Rechte und neue Medien sowie Presse. Seit 2014 ist er Mitglied der Kommission Marketing. Der Kommission Radio und TV stand er von 2014 bis 2015 vor. Im Sommer 2024, kurz vor den Olympischen Sommerspielen in Paris, wurde er zum Vizepräsidenten des IOC ernannt.